# Chiesa di Santa Maria Assunta (Feletto)
La chiesa di Santa Maria Assunta è la parrocchiale di Feletto, in città metropolitana di Torino e nella diocesi di Ivrea; fa parte della vicaria Rivarolese.
La chiesa è dedicata a Maria Assunta e al suo interno sono conservate le spoglie di san Vittorio martire.

## Storia e descrizione
La posa della prima pietra risale al 6 aprile del 1693, ultimata nel 1706 in forme barocche fu consacrata l'8 ottobre del 1750 dal cardinale Vittorio Amedeo Ignazio delle Lanze abate di Fruttuaria. È costituita da un'unica navata, è ricca di altari e statue e di grandissimo pregio è il Polittico di Defendente Ferrari. Molto prestigioso è l'organo Serassi, uno tra i più grandi da loro prodotti.